# Jeanne Delvair
Jeanne Louise Deluermoz dite Jeanne Delvair, née le 10 décembre 1877 dans le 8e arrondissement de Paris et morte le 13 janvier 1949 à Levallois-Perret, est une actrice française, sociétaire de la Comédie-Française.

## Biographie
Fille d'un ancien gendarme de la Garde impériale devenu marchand de vins, sœur de l'actrice Germaine Dermoz (1888-1966) et du peintre animalier Henri Deluermoz (1876-1943), elle entre au Conservatoire où elle obtient un premier prix de comédie en 1898.
Elle joue le rôle de Marie Stuart dans un film homonyme en 1908, puis elle joue dans MacBeth en 1909. Entre 1910 et 1923, elle apparaît dans une quinzaine de films ainsi qu'au théâtre. Son rôle le plus célèbre est celui de Marie Tudor dans le film homonyme de 1917. Elle cesse de jouer au cinéma en 1923 mais poursuit le théâtre. Elle meurt le 13 janvier 1949 au sein de l'ancien hôpital Notre-Dame-du-Perpétuel-Secours de Levallois-Perret.
Elle est inhumée auprès de son mari Georges Le Roy (1885-1965), qui fut également sociétaire de la Comédie-Française, au cimetière Bouilhet, situé sur la commune de Marly-le-Roi (Yvelines).

## Théâtre

### Carrière à laComédie-Française
Entrée à la Comédie-Française en 1899
Sociétaire de 1910 à 1937
349e sociétaire
- 1899 : Andromaque de Jean Racine : Hermione
- 1900 : Andromaque de Jean Racine : Céphise
- 1900 : Bajazet de Jean Racine : Zatime
- 1900 : Phèdre de Jean Racine : Ismène
- 1900 : Mithridate de Jean Racine : Phoedime
- 1900 : Bérénice de Jean Racine : Phénice
- 1901 : Patrie de Victorien Sardou
- 1902 : Andromaque de Jean Racine : Cléone
- 1902 : Rome vaincue d'Alexandre Parodi : une vestale
- 1902 : Britannicus de Jean Racine : Albine
- 1902 : Phèdre de Jean Racine : Oenone
- 1902 : Mithridate de Jean Racine : Monime
- 1903 : Les Phéniciennes de Georges Rivollet d'après Euripide, théâtre antique d'Orange : Étéocle
- 1906 : La Courtisane d'André Arnyvelde : Comtesse Feline
- 1906 : Un tour de Ninon de Georges Docquois : la Champmeslé
- 1906 : La Mort de Pompée de Pierre Corneille : Cléopâtre
- 1909 : La Robe rouge d'Eugène Brieux : Yanetta
- 1910 : Les Érinnyes, de Leconte de Lisle : Ismema
- 1910 : Athalie de Jean Racine, mise en scène par Michel Carré : Josabet[5]
- 1911 : Iphigénie de Jean Racine, mise en scène Jules Truffier : Eriphile
- 1912 : Antony d'Alexandre Dumas : Adèle d'Hervey
- 1913 : Esclarmonde de Montségur de Léo Larguier
- 1917 : Dom Juan ou le Festin de pierre de Molière : Elvire
- 1918 : Esther de Jean Racine, mise en scène Émile Fabre : Zarès
- 1919 : L'Hérodienne d'Albert du Bois : une mère
- 1920 : La Fille de Roland de Henri de Bornier : Berthe
- 1920 : Le Premier Couple d'André Dumas : Djella
- 1920 : La Mort de Pompée de Pierre Corneille : Cléopâtre
- 1920 : La Mort enchaînée de Maurice Magre : la Mort
- 1921 : La Robe rouge d'Eugène Brieux : Yanetta
- 1921 : Cléopâtre d'André-Ferdinand Hérold d'après Plutarque et William Shakespeare : Octavie
- 1922 : Dom Juan ou le Festin de Pierre de Molière : Dona Elvire
- 1922 : Les Phéniciennes de Georges Rivollet : Jocaste
- 1922 : Britannicus de Jean Racine : Agrippine
- 1924 : Les Trois Sultanes de Charles-Simon Favart : Elmire
- 1929 : La Thébaïde de Jean Racine : Jocaste
- 1931 : Les Érinnyes de Charles Leconte de Lisle d'après Eschyle, mise en scène Émile Fabre : Clytemnestre
- 1931 : Patrie de Victorien Sardou, mise en scène Émile Fabre : Sarah Mathisoon
- 1932 : Iphigénie de Jean Racine, mise en scène Émile Fabre : Clytemnestre
- 1933 : Bajazet de Jean Racine : Roxane
- 1933 : Adam et Ève de Sacha Guitry, mise en scène Sacha Guitry : Ève
- 1934 : Œdipe roi de Sophocle, mise en scène Émile Fabre : Jocaste
- 1937 : Bajazet de Jean Racine : Zaïre
- 1937 : Horace de Pierre Corneille : Julie

### Hors Comédie-Française
- 1943 : Britannicus de Jean Racine, mise en scène Camille Corney, théâtre des Célestins (Lyon) : Agrippine

## Filmographie partielle
- 1908 : Marie Stuart, d'Albert Capellani : Marie Stuart
- 1909 : Macbeth, de André Calmettes : Lady Macbeth
- 1910 : Athalie d'Albert Capellani : Athalie
- 1911 : Le cœur pardonne (ou L'amour qui aime) de Georges Monca
- 1911 : Un clair de lune sous Richelieu d'Albert Capellani
- 1911 : Les Mains vengeresses de Georges Monca
- 1912 : La Robe rouge de Henri Pouctal
- 1912 : Les Mystères de Paris d'Albert Capellani : Le chourineur
- 1920 : La Double Existence du docteur Morart de Jacques Grétillat